# Pokrowskoje (Kaliningrad, Gussew)
Pokrowskoje (russisch Покровское, deutsch Bibehlen, 1938 bis 1945 Falkenhausen, sowie: Waiwern, 1938 bis 1945 Seilhofen (Ostpr.), litauisch Bibeliai, sowie: Vaivorai) ist ein Ort im Rajon Gussew in der russischen Oblast Kaliningrad. Der Ort gehört zur kommunalen Selbstverwaltungseinheit Stadtkreis Gussew. Die Ortsstelle Waiwern/Seilhofen ist verlassen.

## Geographische Lage
Pokrowskoje liegt sieben Kilometer nordwestlich der Stadt Gussew (Gumbinnen) an einer Nebenstraße (27K-152), die von Otschakowo (Groß Kannapinnen, 1938 bis 1946 Steinsruh) an der russischen Fernstraße A 198 (27A-040, einstige deutsche Reichsstraße 132) nach Priosjornoje (Gerwischkehmen, 1938 bis 1946 Gerwen) führt. Die nächste Bahnstation ist Gussew an der Bahnstrecke Kaliningrad–Nesterow (Königsberg–Stallupönen/Ebenrode), einem Teilstück der ehemaligen Preußischen Ostbahn, zur Weiterfahrt nach Moskau.

## Geschichte

### Bibehlen/Falkenhausen
Bei dem im Westen liegenden Ortsteil der heutigen Siedlung Pokrowskoje handelt es sich um ein kleines Dorf, das bereits zu Beginn des 16. Jahrhunderts existierte. Zwischen 1874 und 1945 gehörte es zum Amtsbezirk Gerwischkehmen, der – 1939 in „Amtsbezirk Gerwen“ umbenannt – zum Kreis Gumbinnen im Regierungsbezirk Gumbinnen der preußischen Provinz Ostpreußen gehörte.
In Bibehlen waren im Jahre 1910 146 Einwohner gemeldet. Ihre Zahl verringerte sich bis 1933 auf 125 und betrug 1939 noch 129.
Am 3. Juni 1938 wurde Bibehlen aus politisch-ideologischen Gründen der Vermeidung fremdländisch klingender Ortsnamen in „Falkenhausen“ umbenannt. Die offizielle Bestätigung dieser Umbenennung erfolgte am 16. Juli 1938.
In Kriegsfolge kam das Dorf 1945 mit dem nördlichen Ostpreußen zur Sowjetunion.

### Waiwern/Seilhofen (Nowosselje)
Der Ort bestand vor 1945 aus mehreren kleinen Höfen und Gehöften. Im Jahre 1874 kam das Dorf zum neu errichteten Amtsbezirk Stannaitschen, der 1939 in „Amtsbezirk Zweilinden“ umbenannt wurde und bis 1945 zum Kreis Gumbinnen im Regierungsbezirk Gumbinnen der preußischen Provinz Ostpreußen gehörte.
Die Einwohnerzahl Waiwerns belief sich 1910 auf 134 und verringerte sich bis 1933 auf 112 und bis 1939 auf 94.
Den Ortsnamen Waiwerns änderte man 1938 in „Seilhofen (Ostpr.)“ um. Im Jahr 1945 wurde auch dieses Dorf in die Sowjetunion überführt und 1947 in Nowosselje umbenannt.

### Pokrowskoje
Im Jahr 1947 wurde Bibehlen in Pokrowskoje umbenannt und gleichzeitig Sitz eines Dorfsowjets im Rajon Gussew. Vor 1976 wurde der Ort Nowosselje an Pokrowskoje angeschlossen, dieser Ortsteil jedoch später verlassen. Von 2008 bis 2013 gehörte Pokrowskoje zur Landgemeinde Michailowskoje selskoje posselenije und seitdem zum Stadtkreis Gussew.

#### Pokrowski selski Sowet/okrug 1947–2008
Der Dorfsowjet Pokrowski selski Sowet (ru. Покровский сельский Совет) wurde im Juni 1947 eingerichtet. Sein Verwaltungssitz war zunächst der Ort Pokrowskoje. Im Jahr 1954 wurde der Krasnopolski selski Sowet an den Pokrowski selski Sowet angeschlossen. Vor 1968 wurde sein Verwaltungssitz nach Priosjornoje verlegt. Seit vor 1975 befand sich der Verwaltungssitz dann in Michailowo. Nach dem Zerfall der Sowjetunion bestand die Verwaltungseinheit als Dorfbezirk Pokrowski selski okrug (ru. Покровский сельский округ). Im Jahr 2008 wurden die verbliebenen Orte des Dorfbezirks in die neu gebildete Landgemeinde Michailowskoje selskoje posselenije eingegliedert.
| Ortsname                     | Name bis 1947/50                                   | Bemerkungen |
| ---------------------------- | -------------------------------------------------- | --- |
| Bugry (Бугры)                | Laugallen, 1938–1945: „Heubude“                    | Der Ort wurde 1947 umbenannt und gehörte zunächst zum Dorfsowjet Krasnopolski. Er wurde vor 1975 verlassen.                            |
| Iwaschewka (Ивашевка)        | Wallehlischken, 1938–1945: „Hagelsberg“            | Der Ort wurde 1947 umbenannt und vor 1975 an den Ort Michailowo angeschlossen.                                                         |
| Jekaterinowka (Екатериновка) | Kutten                                             | Der Ort wurde 1947 umbenannt und vor 1975 verlassen.                                                                                   |
| Jelowoje (Еловое)            | Kasenowsken, 1935–1945: „Tannsee“                  | Der Ort wurde 1947 umbenannt und gehörte zunächst zum Dorfsowjet Krasnopolski.                                                         |
| Kaspijskoje (Каспийское)     | bei Wilpischen, seit 1928: bei Eichenfeld          | Der Ort wurde 1950 umbenannt und war zunächst in den Dorfsowjet Maiski eingeordnet.                                                    |
| Krasnopolje (Краснополье)    | Pötschkehmen, 1934–1945: „Pötschwalde“             | Der Ort wurde 1947 umbenannt und war zunächst der Verwaltungssitz des Dorfsowjets Krasnopolski.                                        |
| Michailowo (Михайлово)       | Eszerningken/Escherningken, 1938–1945: „Neupassau“ | Der Ort wurde 1947 umbenannt und war seit vor 1975 der Verwaltungssitz.                                                                |
| Nowosselje (Новоселье)       | Waiwern, 1935–1945: „Seilhofen (Ostpr.)“           | Der Ort wurde 1947 umbenannt und vor 1975 an den Ort Pokrowskoje angeschlossen.                                                        |
| Pokrowskoje (Покровское)     | Bibehlen, 1938–1945: „Falkenhausen“                | Der Verwaltungssitz bis vor 1968. |
| Prigorskoje (Пригорское)     | Pötschkehmen [Gut], seit 1920: Wilhelmsberg        | Der Ort wurde 1947 umbenannt und gehörte zunächst zum Dorfsowjet Krasnopolski. Er wurde vor 1975 an den Ort Krasnopolje angeschlossen. |
| Priosjornoje (Приозёрное)    | Gerwischkehmen [Dorf], 1938–1945: „Gerwen“         | Der Ort wurde 1947 umbenannt und gehörte zunächst zum Dorfsowjet Krasnopolski. Er war von vor 1968 bis vor 1975 der Verwaltungssitz.   |

## Kirche
Vor 1945 war die Bevölkerung Bibehlens resp. Falkenhausens und Waiwerns resp. Seilhofen fast ausnahmslos evangelischer Konfession. Beide Orte waren in unterschiedlichen Kirchspielen eingepfarrt: während Bibehlen/Falkenhausen zur Kirche Gerwischkehmen gehörte, war Waiwern/Seilhofen der Altstädtischen Kirche in Gumbinnen zugeordnet. Beide Pfarreien aber waren Teil desselben Kirchenkreises Gumbinnen in der Kirchenprovinz Ostpreußen der Kirche der Altpreußischen Union. Heute liegt Pokrowskoje im Einzugsbereich der in den 1990er Jahren neu entstandenen evangelisch-lutherischen Gemeinde an der Salzburger Kirche in Gussew (Gumbinnen). Sie ist Teil der Propstei Kaliningrad (Königsberg) der Evangelisch-lutherischen Kirche Europäisches Russland.

## Schule
Die Kinder Bibehlens/Falkenhausens bzw. Waiwerns/Seilhofens wurden an unterschiedlichen Schulen unterrichtet. Während in Waiwern eine einklassige Volksschule bestand, die vor 1914 erbaut wurde und 1932 einen Erweiterungsanbau erhielt, besuchten die Schülerinnen und Schüler Bibehlens die Schule im Nachbarort Wallehlischken (1938 bis 1946: Hagelsberg).